# Laurel Hill (Karolina Północna)
Laurel Hill – jednostka osadnicza w Stanach Zjednoczonych, w stanie Karolina Północna, w hrabstwie Scotland.